# Tàu điện ngầm Busan
Tàu điện ngầm Busan (Hangul: 부산 도시철도; hanja: 釜山 都市鐵道; RR: Busan dosicheoldo) điều hành bởi Tổng công ty vận chuyển Busan là hệ thống tàu điện của Busan, Hàn Quốc. Hệ thống tàu điện lần đầu mở cửa vào năm 1985 với 17 nhà ga. Metro bao gồm 4 tuyến, dài 116,5 kilômét (72,4 mi) và có 114 nhà ga; bao gồm, tuyến Tàu điện khổ hẹp Busan–Gimhae và Tuyến Donghae, toàn bộ mạng lưới Busan là 168,4 kilômét (104,6 mi) và 150 ga.
Tất cả ký hiệu chỉ dẫn trên Busan Metro được viết bằng tiếng Hàn và tiếng Anh, và thông báo bằng giọng nói phát trên tàu chỉ các ga sắp tới, tuyến chuyển đổi và lối ra được nói bằng tiếng Hàn, sau đó là tiếng Anh. Thông báo tại ga khi tàu đến là tiếng Hàn, sau đó là tiếng Anh, kế tiếp là tiếng Nhật và tiếng Trung. Tất cả các ga được đánh số và chữ số đầu tiên cũng giống như số tuyến, ví dụ ga 123 là tuyến 1.
Bản đồ Metro bao gồm thông tin trên mỗi ga, và số lối ra từ nhà ga, được sử dụng cho các điểm tham quan chính.

## Tuyến
| Màu sắc | Tuyến                      | Ga bắt đầu       | Ga kết thúc  | Độ dài   | Ga  | Nhà vận hành                                    |
| ------- | -------------------------- | ---------------- | ------------ | -------- | --- | ----------------------------------------------- |
|         | Tuyến 1                    | Bãi biển Dadaepo | Nopo         | 40.6km   | 40  | Tổng công ty vận tải Busan                      |
|         | Tuyến 2                    | Jangsan          | Yangsan      | 45.2km   | 43  | Tổng công ty vận tải Busan                      |
|         | Tuyến 3                    | Suyeong          | Daejeo       | 18.1km   | 17  | Tổng công ty vận tải Busan                      |
|         | Tuyến 4                    | Minam            | Anpyeong     | 12.7km   | 14  | Tổng công ty vận tải Busan                      |
|         | Đường sắt nhẹ Busan–Gimhae | Sasang           | Đại học Gaya | 23.4km   | 21  | Busan-Gimhae Light Rail Transit Co., Ltd.       |
|         | Tuyến Donghae              | Bujeon           | Taehwagang   | 63.8 km  | 23  | Tổng công ty đường sắt Hàn Quốc Busan-Gyeongnam |
| Tổng    | Tổng                       | Tổng             | Tổng         | 168.4 km | 150 |                                                 |

### Tuyến 1

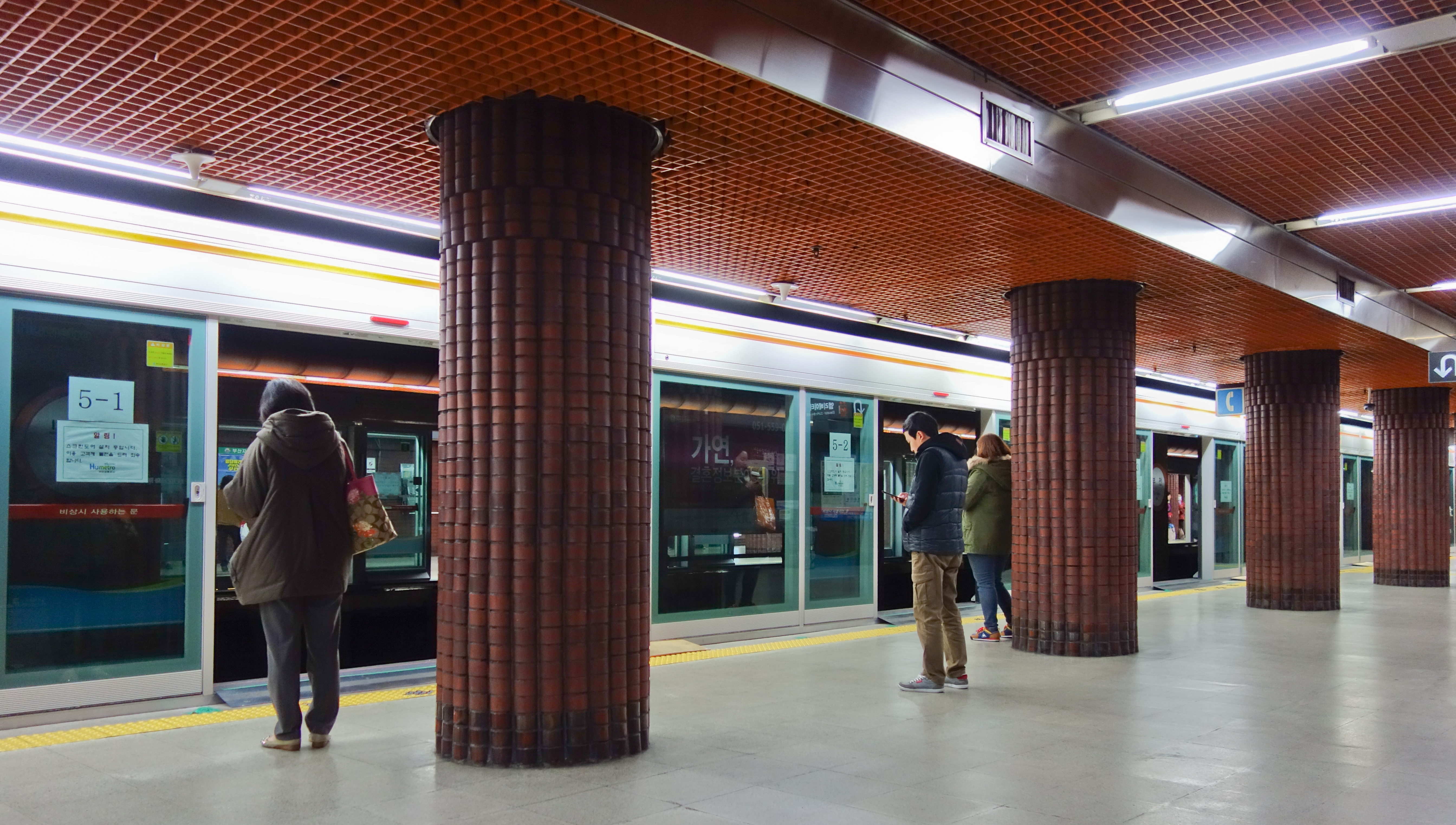
Sân ga Ga Bujeon

Tàu điện ngầm Busan tuyến 1 (1호선) là tuyến Bắc-Nam. Nó dài 32,5 kilômét (20,2 mi) với 34 ga. Tuyến sử dụng tàu có 8 khoang cho mỗi toa. Tổng chi phí xây dựng là 975.1 tỉ won.
Dự án cho tuyến này được thành lập vào 1979. Hai năm sau, vào năm 1981, công trình khởi công giai đoạn đầu tiên, giữa Nopo-Dong (hiện là Nopo) và Beomnaegol, hoàn thành vào tháng 7 năm 1985. Đoạn này dài 16,2 kilômét (10,1 mi). Sau đó tiếp tục mở rộng về phía Nam: một đoạn dài 5,4 kilômét (3,4 mi) từ Beomnaegol đến Jungang-dong (hiện là Jungang) mở cửa vào tháng 6 năm 1987; đoạn mở rộng 4,5 kilômét (2,8 mi) từ Seodaeshin-dong (hiện là Seodaeshin) mở cửa vào tháng 2 năm 1990; và một đoạn mở rộng 6,4 kilômét (4,0 mi) từ Shinpyeong mở cửa vào tháng 6 năm 1994.
Đoạn mở rộng của tuyến đến Saha-gu hiện đang xây dựng và dự kiến hoàn thành vào cuối 2016.

### Tuyến 2

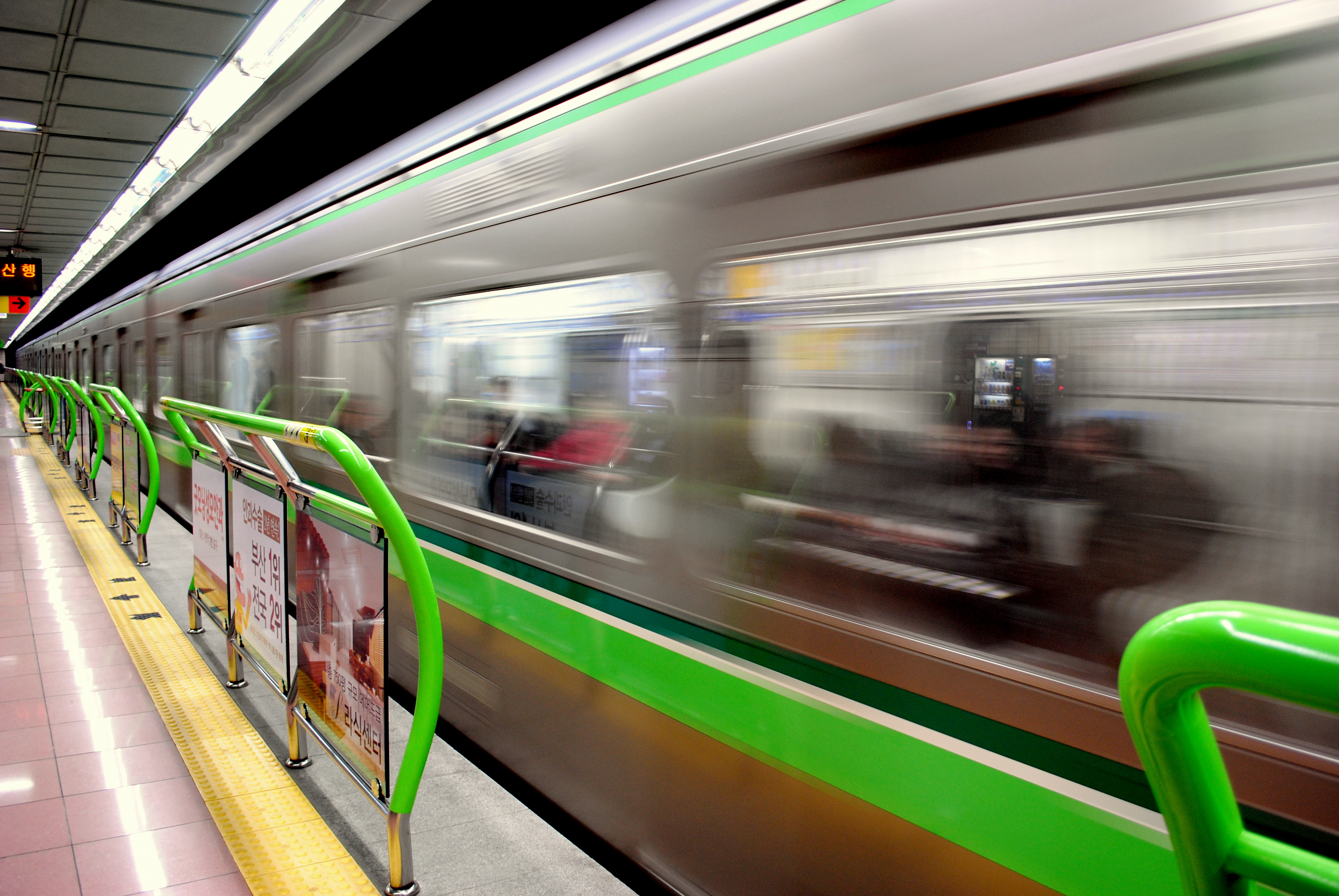
Sân ga Tuyến 2

Tàu điện ngầm Busan tuyến 2 (2호선) đi qua Busan từ phía Đông sang Tây, chạy dọc theo bờ Haeundae và Gwangalli, và phía Bắc hướng đi Yangsan. Nó dài 46,0 kilômét (28,6 mi), phục vụ 43 nhà ga. Tuyến sử dụng tàu có mỗi toa có 6 khoang.
Giai đoạn 1 bắt đầu vào năm 1991. Đoạn dài 21,7 kilômét (13,5 mi), phục vụ 21 nhà ga giữa Hopo và Seomyeon, nó không mở cửa cho đến 30 tháng 6 năm 1999. Với giai đoạn 2 (dự kiến là 16,3 kilômét (10,1 mi) trên toàn tuyến), tuyến mở rộng đầu tiên dài 7,7 kilômét (4,8 mi) về phía Nam từ Seomyeon đến Geumnyeonsan vào 8 tháng 8 năm 2001. Phần còn lại của giai đoạn 2 được thực hiện trong 2 giai đoạn: tuyến 2 được mở rộng 1,8 km (1,1 mi) về phía Bắc đến Gwangan vào 16 tháng 1 năm 2002, và cuối cùng vào 29 tháng 8 năm 2002 nó được mở rộng 6,8 kilômét (4,2 mi) về phía Đông đến Jangsan.
Giai đoạn 3, bắt đầu từ 1998, mở rộng tuyến 2 về phía Bắc từ Hopo vào trong thành phố Yangsan. Giai đoạn đầu chỉ thêm 11,3 kilômét (7,0 mi) vào tuyến, thêm 7 nhà ga. Vào 10 tháng 1 năm 2003, tuyến 2 mở rộng thêm 8 kilômét (5,0 mi) đến ga hiện giờ là Yangsan, nhưng chỉ có 3 trong tổng 7 nhà ga trong kế hoạch được vận hành. Đại học quốc gia Pusan ga khuôn viên Yangsan, là 4 nhà ga mở cửa trong giai đoạn 3, mở cửa vào 1 tháng 10 năm 2009. Thành phố Yangsan sau này đã hoàn thành mở rộng và xây thêm 3 nhà ga cuối cùng.
Mở rộng tuyến 2 hướng phía Đông của Haeundae-gu đã lên kế hoạch. Nếu phần mở rộng này mở cửa, thì 4 nhà ga mới sẽ được thêm vào tuyến 2.
Nhà ga tên munjeon đổi tên thành Trung tâm tài chính quốc tế Busan, ngân hàng Busan

## Liên kết
- Tổng công ty vận chuyển Busan – trang chủ (tiếng Anh)
- Tổng công ty M&G Metro– trang chủ Lưu trữ ngày 28 tháng 3 năm 2012 tại Wayback Machine (tiếng Anh)